# نوكيا 6215i
نوكيا 6215i هو أحد أجهزة نوكيا، شركة الهواتف والتقنية النقالة. يأتي هذا الجهاز مع شاشة نوعها 128 * 128 18-بت (262,144) لون OLED. تم إصدار هذا الجهاز في 2006. أما بالنسبة لوضعية إنتاجه الحالية فلا يزال يُنتج. تقنيته/تردده هي سي دي إم أيه. جيل الجهاز هو DCT4. عامل الشكل (التصميم) للجهاز هو "قطعة حلوى.